# Уничтожение японских броненосцев «Хацусэ» и «Ясима»
Уничтожение японских броненосцев «Хацусэ» и «Ясима» — эпизод Русско-японской войны на море, в котором Японский Соединённый флот потерял два корабля первой линии — эскадренные броненосцы «Хацусэ» и «Ясима». Потопление этих кораблей считается самым крупным успехом Первой Тихоокеанской эскадры. 

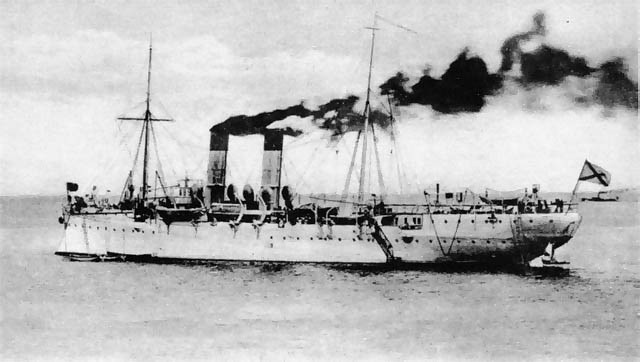
Минный заградитель «Амур»

После гибели на японских минах броненосца «Петропавловск» вместе с командующим С. О. Макаровым временно исполняющий должность Начальника эскадры контр-адмирал В. К. Витгефт отказался от активных действий до окончания ремонта повреждённых кораблей. Японский флот тем временем осуществлял постоянное дежурство в непосредственной близости от крепости.
Наблюдательные посты Золотой горы и Ляотешана с конца апреля систематически отмечали движение кораблей противника, нёсших блокадную службу в море, в 10—11 милях от Порт-Артура. При этом офицерами эскадры было замечено, что японский отряд ходит постоянно одним и тем же маршрутом. В конце апреля 1904 года командир минного заградителя «Амур» Ф. Н. Иванов предложил осуществить минную постановку на пути японских кораблей, в 11 милях от крепости. В. К. Витгефт разрешил установку заграждения, но в 8 милях от Порт-Артура. Пользуясь плохой видимостью, 1 (14) мая Ф. Н. Иванов произвёл постановку 50 мин, нарушив приказ и поставив заграждение в 11 милях. Во время постановки «Амур» мог быть в любой момент обнаруженным дозорными японскими кораблями, однако был скрыт от них полосой тумана. Безукоризненная работа минёров обеспечила высокую скорость постановки минного заграждения.

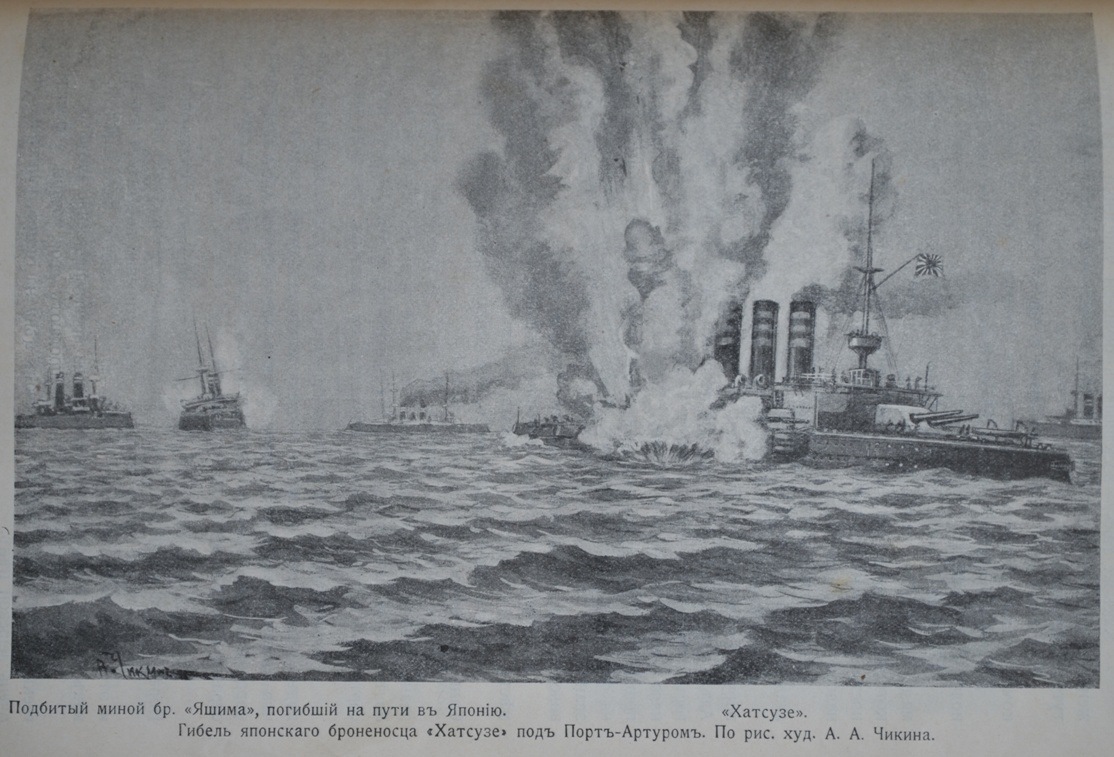
Гибель Хацусэ на русских минах

На следующий день, 2 (15) мая 1904, соединение японских броненосцев, следуя привычным курсом, наткнулось на минное заграждение. Первым в 9 часов 55 минут подорвался флагманский броненосец отряда «Хацусэ». Некоторое время броненосец оставался на плаву, что позволило японцам снять с него часть штаба во главе с командующим отрядом и половину команды. Неожиданно броненосец наткнулся на ещё одну мину, взорвался и почти мгновенно затонул. При этом погибли 36 офицеров и кондукторов, 445 нижних чинов и 12 вольнонаёмных служащих. Почти одновременно с первым подрывом «Хацусэ» второй броненосец «Ясима» направился к «Хацусэ» для буксировки, но сам подорвался на мине и потерял ход. Через некоторое время его отбуксировал «Сикисима», и корабли повернули назад. В 5 милях от острова Энкаунтер-рок оставленный экипажем «Ясима» накрыло волной, и корабль опрокинулся и затонул в Жёлтом море вне зоны видимости русских наблюдательных постов, что позволило японцам долгое время держать в секрете факт гибели «Ясимы». После взрывов японские корабли начали стрельбу в воду, приписывая подрыв кораблей атаке русской подводной лодки.
Вышедшие в атаку русские миноносцы успеха не имели, а остальные корабли Первой Тихоокеанской эскадры получили приказание уволить команды на берег.
Уничтожение двух из шести основных боевых кораблей японского флота стало значительным успехом русского оружия и поставило японцев в сложное положение. В дальнейшем в первую боевую линию японцы были вынуждены ввести новейшие бронированные крейсера «Ниссин» и «Кассуга», не могущие, однако, из-за недостаточной огневой мощи заменить собой потерянные броненосцы. Русский флот получил преимущество в количестве броненосцев, которым, однако, он не смог воспользоваться во время сражения в Жёлтом море.